# Sternaspis
Sternaspis is een geslacht van borstelwormen uit de familie Sternaspidae. De wetenschappelijke naam van het geslacht werd in 1820 voorgesteld door Adolf Wilhelm Otto.

## Soorten
- Sternaspis affinis Stimpson, 1864
- Sternaspis africana Augener, 1918
- Sternaspis andamanensis Sendall & Salazar-Vallejo, 2013
- Sternaspis annenkovae Salazar-Vallejo & Buzhinskaja, 2013
- Sternaspis britayevi Zhadan, Tzetlin & Salazar-Vallejo, 2017
- Sternaspis buzhinskajae Salazar-Vallejo, 2014
- Sternaspis chilensis Diaz-Diaz & Rozbaczylo, 2017
- Sternaspis chinensis Wu, Salazar-Vallejo & Xu, 2015
- Sternaspis costata Marenzeller, 1879
- Sternaspis fossor Stimpson, 1853
- Sternaspis islandica Malmgren, 1867
- Sternaspis lindae Salazar-Vallejo, 2017
- Sternaspis liui Wu, Salazar-Vallejo & Xu, 2015
- Sternaspis londognoi Salazar-Vallejo, 2017
- Sternaspis maior Chamberlin, 1919
- Sternaspis maureri Salazar-Vallejo & Buzhinskaja, 2013
- Sternaspis nana Zhadan, Tzetlin & Salazar-Vallejo, 2017
- Sternaspis papillosa Zhadan, Tzetlin & Salazar-Vallejo, 2017
- Sternaspis piotrowskiae Salazar-Vallejo, 2014
- Sternaspis princeps Selenka, 1885
- Sternaspis radiata Wu & Xu, 2017
- Sternaspis rietschi Caullery, 1944
- Sternaspis scutata (Ranzani, 1817)
- Sternaspis sendalli Salazar-Vallejo, 2014
- Sternaspis sherlockae Salazar-Vallejo, 2017
- Sternaspis spinosa Sluiter, 1882
- Sternaspis sunae Wu & Xu, 2017
- Sternaspis thalassemoides Otto, 1820
- Sternaspis thorsoni Sendall & Salazar-Vallejo, 2013
- Sternaspis uschakovi Salazar-Vallejo & Buzhinskaja, 2013
- Sternaspis williamsae Salazar-Vallejo & Buzhinskaja, 2013
- Sternaspis wui Wu & Xu, 2017

Niet geaccepteerde soorten:
- Sternaspis assimilis Malmgren, 1867 geaccepteerd als Sternaspis thalassemoides Otto, 1820
- Sternaspis capillata Nonato, 1966 geaccepteerd als Petersenaspis capillata (Nonato, 1966)
- Sternaspis elegans Chamisso & Eysenhardt, 1821 geaccepteerd als Aspidosiphon (Aspidosiphon) elegans (Chamisso & Eysenhardt, 1821)
- Sternaspis laevis Caullery, 1944 geaccepteerd als Caulleryaspis laevis (Caullery, 1944)
- Sternaspis major [auct.] geaccepteerd als Sternaspis maior Chamberlin, 1919
- Sternaspis monroi Salazar-Vallejo, 2014 geaccepteerd als Sternaspis sendalli Salazar-Vallejo, 2014